# Harrison Ford
Harrison Ford (Chicago, 13 juli 1942) is een Amerikaans filmacteur. Hij is gespecialiseerd in het spelen van heldenrollen in filmreeksen. Hij speelde onder andere Han Solo in de Star Wars-franchise, archeoloog Indiana Jones in een reeks van vijf avonturenfilms en hij was als geheim agent Jack Ryan te zien in Patriot Games en Clear and Present Danger.
Door deze filmrollen is hij een van de succesvolste acteurs van Hollywood geworden. Bij elkaar hebben zijn films in de Verenigde Staten zo'n 3,4 miljard dollar opgebracht.

## Biografie
Harrison Ford wilde eerst als DJ bij de radio gaan werken en vertrok naar Californië om daar te gaan werken bij een grote landelijke radiozender. Het lukte hem niet om aan werk te komen en om in zijn levensbehoeften te voorzien accepteerde hij een baantje als timmerman. Zo werkte hij o.a. aan de verbouwing van de keuken van Roger McGuinn, oprichter van The Byrds.
Een ander bijbaantje was het afnemen van audities, hierbij moest hij tekst voorlezen die de tegenspeler zou zeggen tegen een acteur die auditie deed voor een bepaalde rol. Harrison deed dit zo goed dat het hem werd aangeraden om te gaan acteren. Ook was hij korte tijd roadie van rockgroep The Doors. Vanaf 1968 speelde Ford met enige regelmaat bijrolletjes in films.
Zijn eerste grote rol was in de film American Graffiti in 1973. Deze film werd geregisseerd door George Lucas. Ford raakte met Lucas bevriend en hij maakte samen met hem een aantal films: in 1974 maakte hij samen met Lucas en met Francis Ford Coppola The Conversation (1974) een film waardoor Ford bekendheid kreeg.
Harrison Ford brak door met zijn rol als Han Solo in de Star Wars-saga van George Lucas. Ford speelde in Star Wars: Episode IV: A New Hope (1977), Star Wars: Episode V: The Empire Strikes Back (1980), Star Wars: Episode VI: Return of the Jedi (1983), Star Wars: Episode VII: The Force Awakens (2015) en Star Wars: Episode IX: The Rise of Skywalker (2019).
In 1979 had Ford een bijrol in Apocalypse Now, een film die mede geproduceerd werd door George Lucas.
Ook maakte Ford, wederom samen met George Lucas en tevens Steven Spielberg, het succesvolle avonturenvijfluik Indiana Jones. Deze filmreeks is waarschijnlijk het succesvolste optreden van Ford, omdat hij daar tot de hoofdpersoon van de serie werd gemaakt.
Tussen alle succesvolle filmreeksen door, speelde Ford ook nog zeer gewaagde rollen in kunstzinniger films. In 1981 speelde hij de rol van eenzame, depressieve detective in de sciencefiction-/cultfilm Blade Runner. In 1986 was hij te zien als huisvader in The Mosquito Coast en in 1985 kreeg hij een Oscarnominatie voor Beste mannelijke hoofdrol voor de film Witness. In 1988 speelde hij een wanhopige man die zijn ontvoerde vrouw zoekt in Roman Polański's Frantic. Verder speelde hij een onterecht van moord beschuldigde gevangene in The Fugitive (1993), de hoofdrol in de film Patriot Games 1992 en de Amerikaanse president in de blockbuster Air Force One (1997).
Tegen de eeuwwisseling nam zijn succes wat af en speelde hij mee in films zoals Six Days Seven Nights (1998) en Random Hearts (1999). Wel speelde hij een paar bijzondere rollen: zo was hij te zien als moordenaar in What Lies Beneath (2000) en als Russische onderzeebootkapitein in K-19: The Widowmaker (2002). In 2008 nam zijn bekendheid echter weer toe door zijn rol weer op te pakken als Indiana Jones in Indiana Jones and the Kingdom of the Crystal Skull. In 2003 kreeg hij een ster in de Hollywood Walk of Fame.

## Privéleven
Van 1964 tot 1979 was Ford getrouwd met Mary Marquardt, een huwelijk waaruit twee kinderen werden geboren. Van 1983 tot 2003 was hij getrouwd met Melissa Mathison, uit dit huwelijk werden nog twee kinderen geboren. Hij trouwde op 15 juni 2010 met actrice Calista Flockhart, die bekendheid kreeg door haar rol in de televisieserie Ally McBeal.
Ford is naast acteur ook een ervaren piloot van zowel vliegtuigen als helikopters. Hij bezit een ranch in Jackson Hole (Wyoming).
Ford overleefde drie vliegtuigongelukken van vliegtuigen die hij zelf bestuurde. Het meest recente ongeval vond plaats in 2015, toen hij met een Ryan PT-22 Recruit een motorstoring kreeg en een noodlanding maakte op een golfbaan. Ford hield onder andere gebroken bekken en enkel over aan dit laatste ongeval.
Ford is een natuuractivist en is voorzitter van Conservation International.

## Filmografie

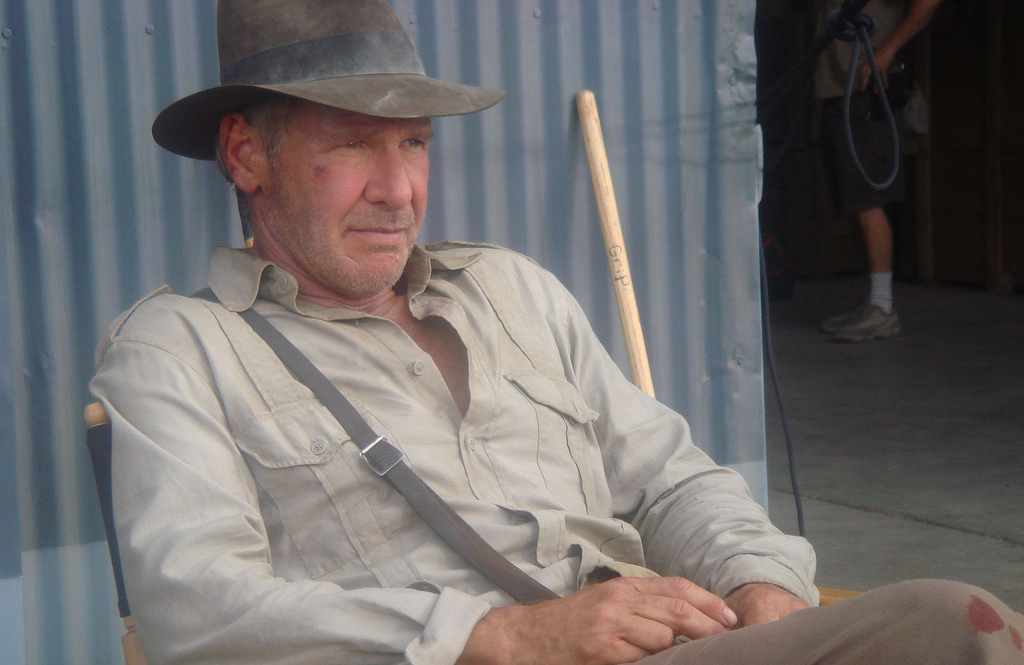
Ford als Indiana Jones

- A Time for Killing (1967) - Lt. Shaffer
- Journey to Shiloh (1968) - Willie Bill Bearden
- The Intruders (1970) (televisiefilm) - Carl
- Getting Straight (1970) - Jake
- American Graffiti (1973) - Bob Falfa
- The Conversation (1974) - Martin Stett
- Judgement: The Court Martial of Lt William Calley (1975) (televisiefilm) - Frank Crowder
- Dynasty (1976) (televisiefilm) - Mark Blackwood
- Heroes (1977) - Ken Boyd
- The Possessed (1977) (televisiefilm) - Paul Winjam
- Star Wars: Episode IV: A New Hope (1977)- Han Solo
- Force 10 from Navarone (1978) - Lieutenant Colonel Mike Barnsby
- The Star Wars Holiday Special (1978) (televisiefilm) - Han Solo
- The Frisco Kid (1979) - Tommy Lillard
- Apocalypse Now (1979) - Colonel Lucas
- Hanover Street (1979) - David Halloran
- Star Wars: Episode V: The Empire Strikes Back (1980) - Han Solo
- Raiders of the Lost Ark (1981) - Indiana Jones
- Blade Runner (1982) - Rick Deckard
- Star Wars: Episode VI: Return of the Jedi (1983) - Han Solo
- Indiana Jones and the Temple of Doom (1984) - Indiana Jones
- Witness (1985) - Det. Capt. John Book
- The Mosquito Coast (1986) - Allie Fox
- Working Girl (1988) - Jack Trainer
- Frantic (1988) - Dr. Richard Walker
- Indiana Jones and the Last Crusade (1989) - Indiana Jones
- Presumed Innocent (1990) - Rusty Sabich
- Regarding Henry (1991) - Henry Turner
- The Secret World of Spying (1992) (televisiefilm) - Jack Ryan
- L'Envers du décor: Portrait de Pierre Guffroy (1992) (documentaire)
- Patriot Games (1992) - Jack Ryan
- The Fugitive (1993) - Dr. Richard David Kimble
- Clear and Present Danger (1994) - Jack Ryan
- Sabrina (1995) - Linus Larrabee
- The Devil's Own (1997) - Tom O'Meara
- Air Force One (1997) - President James Marshall
- Six Days Seven Nights (1998) - Quinn Harris
- Random Hearts (1999) - Sergeant William 'Dutch' Van Den Broeck
- What Lies Beneath (2000) - Dr. Norman Spencer
- K-19: The Widowmaker (2002) - Alexei Vostrikov
- Hollywood Homicide (2003) - Sgt. Joe Gavilan
- Water to Wine (2004) (korte film) - Jethro the Bus Driver
- Firewall (2006) - Jack Stanfield
- Dalai Lama Renaissance (2007) (documentaire) - Verteller
- Indiana Jones and the Kingdom of the Crystal Skull (2008) - Indiana Jones
- Crossing Over (2009) - Max Brogan
- Extraordinary Measures (2010) - Dr. Robert Stonehill
- Morning Glory (2010) - Mike Pomeroy
- Cowboys & Aliens (2011) - Woodrow Dolarhyde
- 42 (2013) - Branch Rickey
- Ender's Game (2013) - Colonel Hyrum Graff
- Paranoia (2013) - Jock Goddard
- Anchorman 2: The Legend Continues (2013) - Mack Tannen
- The Expendables 3 (2014) - Drummer
- The Age of Adaline (2015) - William Jones
- Star Wars: Episode VII: The Force Awakens (2015) - Han Solo
- Blade Runner 2049 (2017) - Rick Deckard
- Star Wars: Episode IX: The Rise of Skywalker (2019) - Han Solo
- The Call of the Wild (2020) - John Thornton
- Indiana Jones and the Dial of Destiny (2023) - Indiana Jones
- Captain America: Brave New World (2025) - president Thaddeus "Thunderbolt" Ross / Red Hulk

## Dierennamen
Harrison Fords naam werd driemaal gebruikt in de binomiale naam van diersoorten: een mier (Pheidole harrisonfordi, 2003), een spin (Calponia harrisonfordi, 1993) en een slang (Tachymenoides harrisonfordi, 2023).
- Biblioteca Nacional de España: XX1109570
- Bibliothèque nationale de France: cb13894029h (data)
- Catàleg d'autoritats de noms i títols de Catalunya: 981058514244006706
- CiNii: DA10096174
- Gemeinsame Normdatei: 118881299
- International Standard Name Identifier: 0000 0001 2142 066X
- Library of Congress Control Number: n84165204
- Nationale Bibliotheek van Letland: 000186845
- National Archives and Records Administration: 10568476
- Bibliotheek van het Japanse parlement: 00620674
- Nationale Bibliotheek van Tsjechië: xx0005670
- Nationale Bibliotheek van Israël: 987007449192205171
- Nationale Bibliotheek van Polen: a0000001187302
- Nederlandse Thesaurus van Auteursnamen: 071067450
- SNAC: w6cr6pt4
- Système universitaire de documentation: 028674766
- Trove: 1095640
- Virtual International Authority File: 85338964
- WorldCat: E39PBJmdr7fb9fDkPR39gCW7HC